# Jack Levine
Jack Levine (Boston, 3 gennaio 1915 – New York, 8 novembre 2010) è stato un pittore e incisore statunitense.
Studio all'Università di Harvard e organizzò la sua prima esposizione al Museo di Arte Moderne di New York.
Si allineò col realismo sociale americano, di carattere satirico. Ebbe a che fare col Programma Fulbright nel 1951. Nel 1978 fu oggetto di una completa mostra al Museo Judìo di New York.
Combatté con gli alleati durante la Seconda Guerra Mondiale e nel 1946 si sposò con la pittrice Ruth Gikow, da cui ebbe una figlia.